# Kinšasa
Kinšasa, znano tudi kot Kongo-Kinšasa (prej francosko Léopoldville in nizozemsko Leopoldstad), je glavno mesto Demokratične republike Kongo in s skoraj 8 milijoni prebivalcev največje mesto v državi. Leži na bregu reke Kongo ob zahodni meji države, neposredno nasproti Brazzavilla, prestolnice Republike Kongo.
Z Johannesburgom si deli status tretjega največjega mesta v Afriki (za Kairom in Lagosom). Somestje Kinšasa-Brazzavile ima skupaj več kot 11 milijonov prebivalcev. Kinšasa velja za drugo največje francosko govoreče mesto na svetu (za Parizom), vendar v njem prevladujejo govorci afriških jezikov, posebej Lingale.

## Zgodovina
Mesto je ustanovil raziskovalec Henry Morton Stanley kot trgovsko postojanko leta 1881 in ga poimenoval Léopoldville po kralju Leopoldu II. Postojanka se je hitro razvijala, saj je predstavljala prvo pristanišče na plovnem delu reke nad Livingstonovimi slapovi, 350 km dolgo serijo brzic. Razvoj je dodatno pospešila izgradnja železnice od Matadija, zadnjega pristanišča pred brzicami, in leta 1920 je Léopoldville postal prestolnica Belgijskega Konga.
Sodeč po novejših genetskih raziskavah se je v času razcveta mesta v 1920. letih prav v Kinšasi začela zdajšnja pandemija Aidsa. Virus se je verjetno hitro razširil zaradi intenzivnega preseljevanja ter trgovskih poti, prostitucije in slabe higiene.
Po odcepitvi Konga od Belgije leta 1960 in državnem udaru leta 1965 je Mobutu Sese Seko ime mesta »afrikaniziral« v Kinšaso. Hitra rast naselja se je nadaljevala, saj je predstavljalo pribežališče pred etničnim nasiljem drugod po državi in obljubo boljšega življenja. Kljub težavam zaradi korupcije, nepotizma in samodrštva, ki so se razpasli pod Mobutujevo vladavino, ter posledični državljanski vojni, ostaja Kinšasa administrativno, gospodarsko in kulturno središče države.

## Uprava
Kinšasa je uradno hkrati mesto (ville) in ena od 11 provinc (province) Demokratične republike Kongo. Nadaljnje se deli na štiri okrožja, ta pa na skupno 24 občin (commune), med katerimi je administrativno središče La Gombe:
- Barumbu
- Kisenso (Kinsenso)
- Kimbanseke
- Bumbu
- Gombe (La Gombe)
- Lemba
- Maluku
- Kalamu
- Kinšasa
- Limete
- Masina
- Kasa-Vubu
- Kintambo
- Matete
- Ndjili (N'Djili)
- Makala
- Lingwala
- Ngaba
- Nsele (N'Sele)
- Ngiri-Ngiri
- Mont Ngafula
- Selembao
- Ngaliema

## Geografija
Leži ob levem bregu Konga ob zahodni državni meji, nasproti Brazzavilla, glavnega mesta Republike Kongo, kar je edini primer na svetu, da se večji prestolnici nahajata tako blizu skupaj (izvzemši mesto Vatikan, ki leži znotraj Rima). Za razločevanje Demokratične republike Kongo od Republike Kongo ju včasih imenujejo po njunih glavnih mestih, prvo »Kongo-Kinšasa«, drugo pa »Kongo-Brazzavile«.
Ravnica z mestom, ki jo delno obkrožajo vzpetine, se razprostira ob jezeru Malebo, razširitvi reke Kongo pred brzicami nizvodno. Naravno jo poraščata galerijski gozd in savansko rastje, ki pa sta pretežno spremenjena v obdelovalne površine. Administrativno območje mesta je še mnogo širše kot dejansko urbano območje, tako da je več kot 60 % površin kmetijskih.

### Podnebje
Območje ima tropsko monsunsko podnebje z dolgim deževnim obdobjem, ki traja od oktobra do maja, in kratkim suhim obdobjem med junijem in septembrom. Suho obdobje se začne okrog »zimskega« enakonočja, saj leži Kinšasa južno od ekvatorja, za razliko od drugih afriških mest z istim podnebnim tipom, ki ležijo bolj severno in v katerih se suho obdobje običajno začne okrog januarja. Suho obdobje je rahlo hladnejše od deževnega, vendar so temperature razmeroma stalne skozi vse leto.
| Podnebni podatki za Kinšasa     | Podnebni podatki za Kinšasa | Podnebni podatki za Kinšasa | Podnebni podatki za Kinšasa | Podnebni podatki za Kinšasa | Podnebni podatki za Kinšasa | Podnebni podatki za Kinšasa | Podnebni podatki za Kinšasa | Podnebni podatki za Kinšasa | Podnebni podatki za Kinšasa | Podnebni podatki za Kinšasa | Podnebni podatki za Kinšasa | Podnebni podatki za Kinšasa | Podnebni podatki za Kinšasa |
| Mesec                           | Jan                         | Feb                         | Mar                         | Apr                         | Maj                         | Jun                         | Jul                         | Avg                         | Sep                         | Okt                         | Nov                         | Dec                         | Letno                       |
| ------------------------------- | --------------------------- | --------------------------- | --------------------------- | --------------------------- | --------------------------- | --------------------------- | --------------------------- | --------------------------- | --------------------------- | --------------------------- | --------------------------- | --------------------------- | --------------------------- |
| Rekordno visoka temperatura °C  | 36                          | 36                          | 36                          | 36                          | 35                          | 34                          | 32                          | 35                          | 36                          | 36                          | 34                          | 36                          | 36                          |
| Povprečna visoka temperatura °C | 31                          | 31                          | 32                          | 32                          | 31                          | 29                          | 27                          | 29                          | 31                          | 31                          | 31                          | 30                          | 30                          |
| Povprečna nizka temperatura °C  | 21                          | 22                          | 22                          | 22                          | 22                          | 19                          | 18                          | 18                          | 20                          | 21                          | 22                          | 21                          | 21                          |
| Rekordno nizka temperatura °C   | 18                          | 18                          | 18                          | 19                          | 18                          | 15                          | 14                          | 14                          | 16                          | 15                          | 17                          | 17                          | 14                          |
| Povprečna količina dežja mm     | 135                         | 145                         | 196                         | 196                         | 159                         | 8                           | 3                           | 3                           | 30                          | 119                         | 222                         | 142                         | 1.358                       |
| Povp. št. deževnih dni          | 11                          | 11                          | 12                          | 16                          | 12                          | 1                           | 0                           | 1                           | 5                           | 11                          | 16                          | 15                          | 111                         |
| Povp. št. sončnih ur            | 124                         | 140                         | 155                         | 150                         | 155                         | 120                         | 124                         | 155                         | 120                         | 155                         | 150                         | 124                         | 1.672                       |
| Vir: BBC Weather                |                             |                             |                             |                             |                             |                             |                             |                             |                             |                             |                             |                             |                             |

## Pobratena mesta
Kinšasa ima uradne povezave z naslednjimi mesti:
- Bologna, Italija (kmalu)
- Brazzaville, Republika Kongo
- Bruselj, Belgija (od 2002)
- Dakar, Senegal
- Ankara, Turčija